# Llei Seca als Estats Units

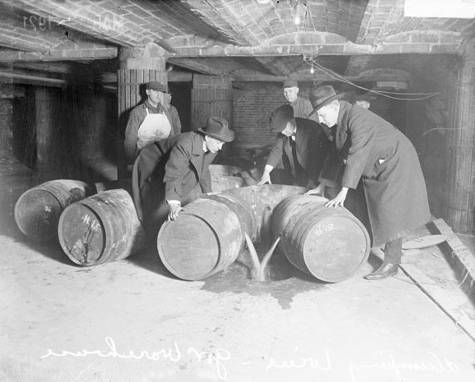
Agents del govern en l'acte de confiscar i rebutjar begudes clandestines (Chicago, 1921).

La Llei Seca, entesa com la prohibició de vendre begudes alcohòliques, va estar vigent als Estats Units entre 1920 i 1933. Va ser establerta per l'Esmena XVIII a la Constitució dels Estats Units i derogada per l'Esmena XXI.

## Orígens
Ja des dels seus inicis, els Estats Units ha tingut una tradició puritana en els seus territoris. La fundació de les primeres colònies la protagonitzaren immigrants, alguns dels quals, fugien de la persecució religiosa (com el cèlebre Mayflower, el vaixell que el 1620 dugué a protestants i calvinistes fora d'Europa, els quals fundaren la colònia de Plymouth, la primera de Nova Anglaterra). Els puritans es caracteritzen per aplicar els ensenyaments bíblics com a element bàsic de la societat. Són austers, ortodoxes i rebutgen la separació de poders dins l'Estat, ja que defensen que la religió ha de formar part d'aquest. Creuen en l'individualisme religiós, tenen un codi moral molt estricte, un elevat sentit de les obligacions públiques i s'oposen a determinades formes d'art i diversió (consideren l'alcohol com un regal de Déu, però el seu abús com una maledicció del diable). En aquest context, era només qüestió de temps que sorgissin diversos moviments sociopolítics com el Partit Prohibicionista, la Unió d'Abstinència de les Dones Cristianes i la Lliga Antitavernes, que veien el risc social que comportava l'exagerat consum d'alcohol dels nouvinguts llatins i centreeuropeus principalment. Argumentaven a més, que els treballadors, si no bevien, rendirien més en el treball i estalviarien més.
Als Estats Units hi havia hagut a més des del començament del segle xix un Moviment per la Temprança, entesa primer com a moderació en el menjar i en el beure, després com a prohibició total de consumir alcohol, i finalment com una condemna de tot el relacionat amb l'alcohol, especialment la indústria que el produïa i el venia. Al llarg del segle xix diversos líders religiosos d'esglésies protestants, populars entre les masses anglosaxones del país, havien insistit públicament a regular el lliure consum d'alcohol, el qual culpaven de diversos mals socials.
L'increment de la immigració als Estats Units des de 1850 va posar els líders religiosos nord-americans en contacte amb àmplies masses de migrants estrangers que no compartien les seves opinions respecte de la restricció del consum de licors. Els immigrants irlandesos, alemanys, i de l'Europa Oriental havien portat els seus propis costums domèstics més tolerants cap al consum d'alcohol, mentre que els predicadors protestants més conservadors (majoritàriament anglosaxons) insistien que els nouvinguts adoptessin una opinió contrària al lliure consum de licors.
La Guerra Civil dels Estats Units havia impedit el desenvolupament de majors campanyes per impedir el lliure consum d'alcohol, però l'expansió cap a l'oest havia causat que gran part del territori recentment annexat als Estats Units es desenvolupés lliure de les influències més conservadores de Nova Anglaterra. No obstant això, cap a 1890 la "frontera de l'Oest" ja havia desaparegut i la propaganda del Moviment Per La Temprança adquiria rellevància nacional. A aquest corrent s'hi van unir diversos intel·lectuals progressistes i liberals, així com líders sindicals d'esquerra, que condemnaven el consum d'alcohol com a element provocador de retard i pobresa entre les masses d'obrers que començaven a omplir les ciutats del país. Aquests grups van donar suport a la tasca dels predicadors religiosos en el medi polític, reclamant normes que reduïssin el consum d'alcohol, i en 1881 Kansas es converteix en el primer estat dels EUA a prohibir les begudes alcohòliques.
Abans de 1919, ja hi havia activistes del Moviment per la Temprança com ara Carrie Nation, que era capaç d'atacar tavernes amb una destral i destruir les ampolles que hi trobaven. Diversos predicadors vinculaven la venda i el consum d'alcohol amb un clima general de decadència i amb altres vicis morals tals com la prostitució. Es deia que el consum d'alcohol provocava pobresa a les masses, malalties diverses, demència, i estimulava la delinqüència, aconseguint normes de "prohibició total de l'alcohol" a petites ciutats. La Primera Guerra Mundial va ser aprofitada pels activistes de la temprança com una ocasió per a la "millora moral" del país, ressaltant que gran part de la cervesa consumida pels nord-americans era produïda per indústries d'immigrants alemanys i reduir el consum d'aquest licor seria una activitat patriòtica. El lobby dels descendents d'emigrants alemanys (oposats a la prohibició de l'alcohol) va quedar desacreditat per la propaganda xovinista i no va poder impedir que es preparés el terreny per a una prohibició total de l'alcohol a nivell nacional.

## Els anys secs

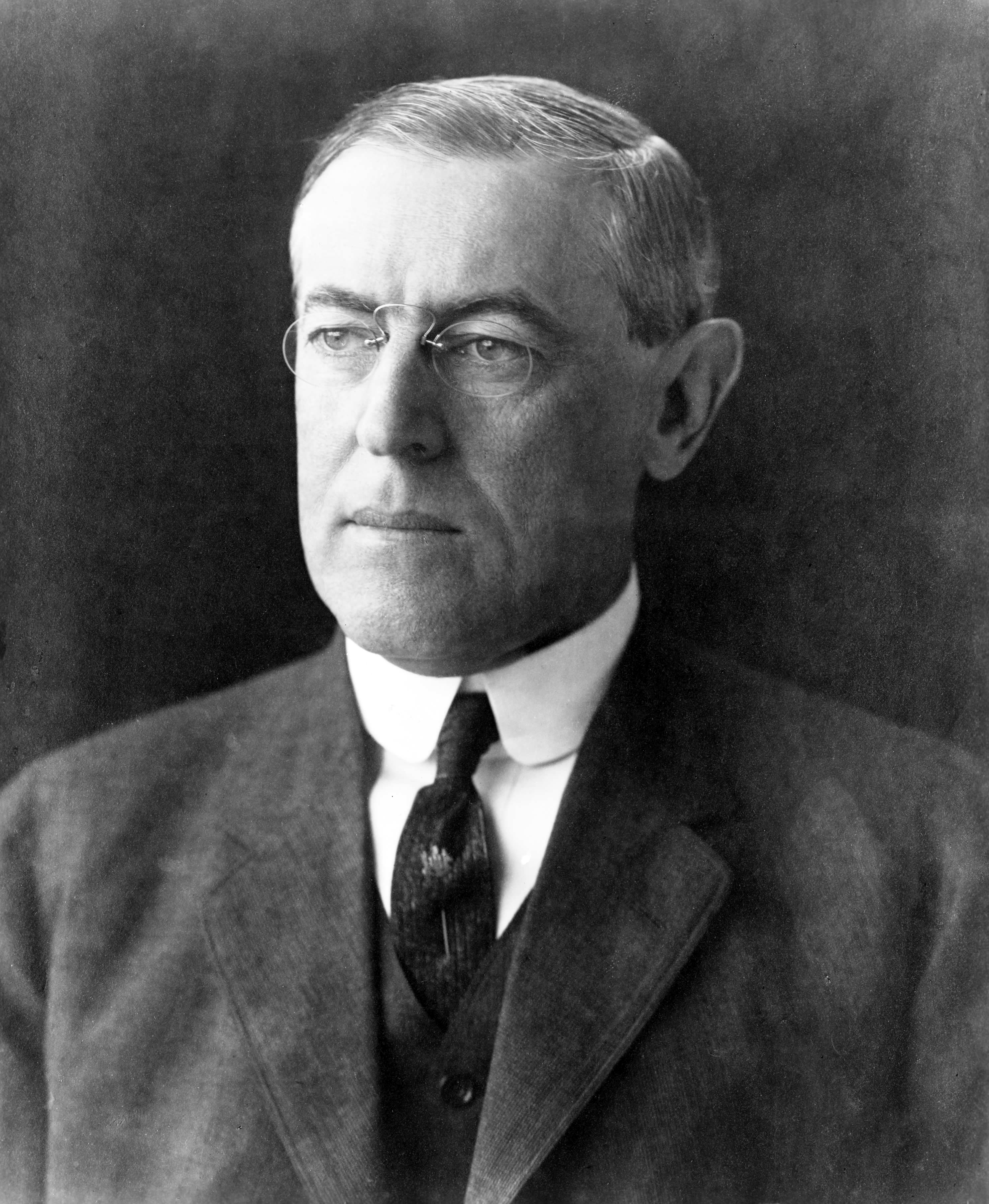
Woodrow Wilson, era el President dels Estats Units durant la promulagació de la Llei seca.

El 1917, el Congrés va aprovar una resolució a favor d'una esmena a la Constitució dels Estats Units (l'Esmena XVIII) que prohibia la venda, importació, i fabricació de begudes alcohòliques a tot el territori dels Estats Units. El gener de 1919 l'esmena va ser ratificada per 36 dels 48 estats de la Unió, sent susceptible d'imposar-se com a llei federal (aplicable a tots els Estats). L'octubre del mateix any, es va aprovar finalment la Llei Volstead, que implementava la prohibició dictaminada per l'Esmena XVIII.
El senador Andrew Volstead, impulsor de la nova norma, va fer les següents declaracions:
| « | Aquesta nit, un minut després de les dotze, naixerà una nova nació. El dimoni de la beguda fa testament. S'inicia una era d'idees clares i netes maneres. Els barris baixos seran aviat cosa del passat. Les presons i correccionals quedaran buits; els transformarem en graners i fàbriques. Tots els homes tornaran a caminar drets, somriuran totes les dones i riuran tots els nens. Es tanquen per sempre les portes de l'infern. | » |

La Llei Seca (o Prohibition, com va ser denominada informalment als Estats Units) no prohibia certament el consum d'alcohol, però el feia molt difícil per a les masses perquè prohibia la manufactura, venda, i el transport de begudes alcohòliques (ja sigui per importar-lo o exportar-lo). I encara que la producció comercial de vi estava prohibida, no va ser impedida la venda de most, que es venia en forma de "maons" semisòlids (anomenats "wine bricks") i era utilitzada per a la producció casolana de vi, encara que els seus fabricants indiquessin als seus envasos que els clients haurien d'impedir la fermentació del suc per tal d'així no violar la llei.
La Llei Seca va haver de considerar excepcions en el cas dels metges, que receptaven la ingestió d'alcohol com a tractament terapèutic en situacions molt específiques o l'ús religiós de vi per al ritu cristià de l'eucaristia. No obstant això, aquestes situacions eren massa excepcionals per servir com a excusa en la majoria dels consumidors d'alcohol, raó per la qual diversos comerciants van adulterar il·legalment l'alcohol prèviament destinat per a usos industrials, a fi de transformar-lo en beguda; tal esdeveniment va generar casos dramàtics d'enverinaments i malalties posteriors com a resultat de la intoxicació. Fins i tot un medicament de l'època basat en etanol el "jamaica ginger", va ser modificat com a licor, causant danys també seriosos a la salut dels seus consumidors.
Encara que moltes persones creuen que va ser un fracàs absolut, el cert és que durant la dècada dels anys 1920s el consum d'alcohol va disminuir a la meitat, i va romandre per sota dels nivells previs fins ben entrada la dècada dels 1940s; això suggereix que bona part de la societat es va socialitzar en hàbits de sobrietat, almenys temporalment. Ara bé, va tenir efectes secundaris negatius i va anar perdent suport progressivament. L'alcohol es va continuar produint de forma clandestina i també importat clandestinament de països limítrofs, provocant un increment del crim organitzat. De fet, hi va haver nombrosos casos on ciutadans van comprar licor massivament durant les últimes setmanes de l'any 1919, abans que la llei no entrés en vigor l'1 de gener de 1920, per a atendre el consum propi. Si bé la llei impedia l'oferta d'alcohol, la demanda no havia desaparegut.

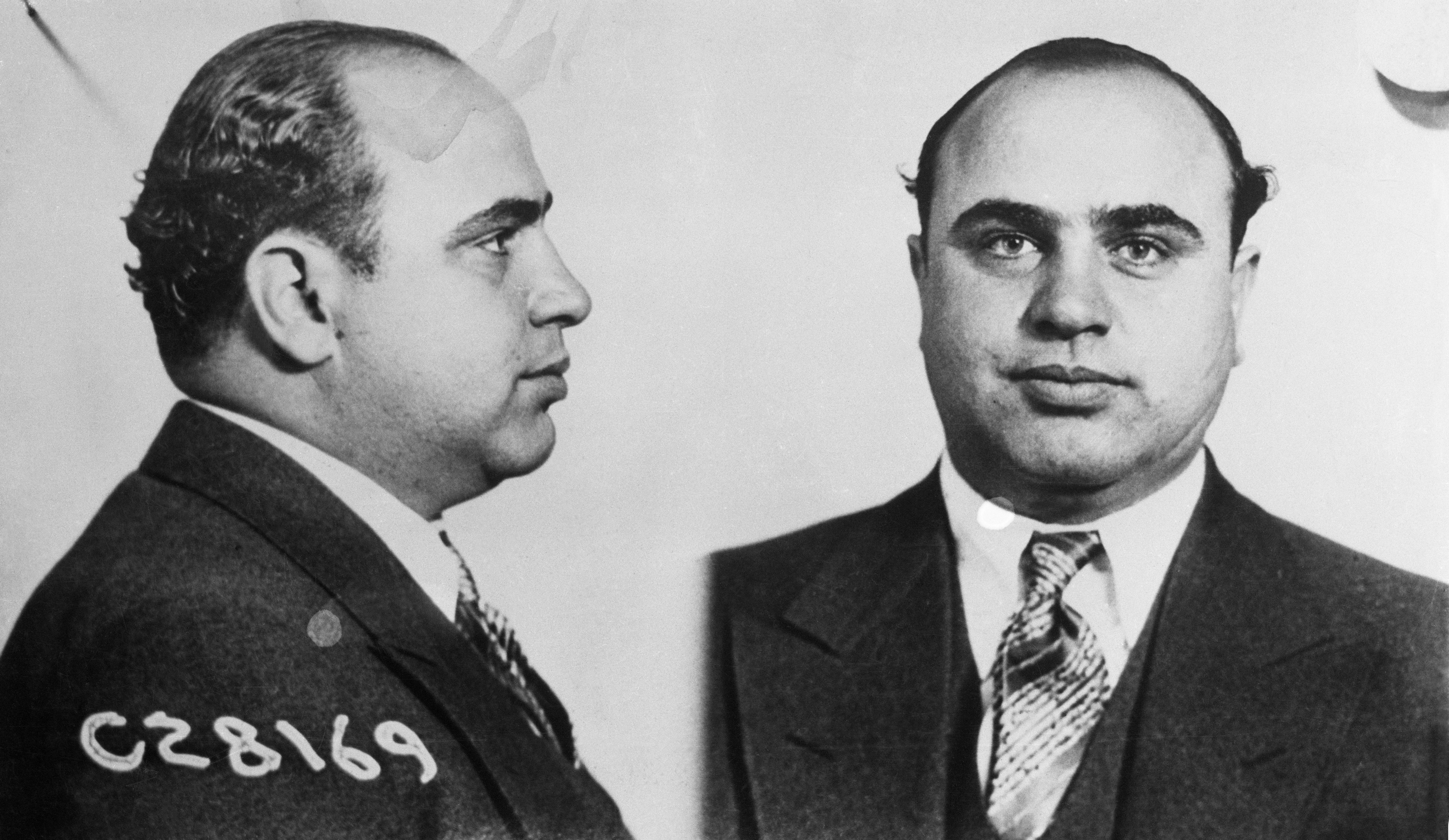
El líder mafiós Al Capone va fer gran part de la seva fortuna amb la distribució il·legal d'alcohol durant la Llei seca.

Tals prohibicions entraren en vigor el 16 de gener de 1920 i varen ser aprofitades per grups mafiosos (el més famós dels quals va ser el d'Al Capone) per a proporcionar alcohol a aquells que no volien seguir unes lleis considerades massa restrictives. Els nous locals il·legals (caracteritzats en pel·lícules, còmics i llibres) on se servia alcohol s'anomenaren Speakeasies (que reberen aquest nom perquè s'havia de xiuxiuejar un codi secret a través d'una reixa per poder entrar) i eren centre de reunió d'aquells que buscaven gresca i diversió. Eren establiments clandestins, però donaven uns beneficis molt alts als grups mafiosos que els controlaven. El més conegut de tots fou el Cotton Club de Nova York, situat a Harlem, on a partir del 1923 i fins al 1935, músics tan importants com Duke Ellington o el mateix Louis Armstrong oferien concerts de música Jazz, el nou estil imperant en els escenaris dels Estats Units.
Les noves normes de conducta ciutadana que volia promoure la "gent de bones costums" no es van ajustar però, a la realitat. La llei va produir divisió i descontentament en diversos sectors socials del país i a més, el nombre d'agents federals destinats a controlar el compliment de la llei era escàs i mal pagat, fet que va originar una gran onada de corrupció tant en les esferes policíaques com en les polítiques.
De manera similar al mercat actual de drogues il·legals, molts dels delictes més seriosos de la dècada de 1920, incloent robatori i assassinat, van ser resultat directe del negoci clandestí d'alcohol que va operar durant la Llei Seca. El mateix Capone va arribar a influir directament sobre diversos barris de la ciutat de Chicago perquè se li permetés continuar el seu negoci il·lícit a canvi de suborns o amenaces, mentre la seva banda (junt amb desenes de d'altres) lluitaven violentament entre si arreu del territori nord-americà per controlar el trànsit d'alcohol molt lucratiu.

## Conseqüències
Aquesta política de prohibició repercutí directament en la distribució i el consum de la mercaderia il·legal. Així, les restriccions augmentaven els costos d'abastiment del mercat negre, ja que productors, proveïdors i contrabandistes s'enfrontaven a penes de presó, és a dir, el risc encaria el producte. D'altra banda, incrementaven els seus ingressos evadint impostos i regulacions governamentals i aconseguien una compensació per l'augment de costos que propiciava la prohibició.
Podria semblar, però, que la demanda social d'aquests productes era reduïda a conseqüència de la por a les possibles sancions que imposava l'Estat, per la incertesa en la qualitat dels productes i evidentment, pel desig del ciutadà de complir la llei. Però tot i que la informació al respecte és ambigua, mitjançant les prohibicions també es podia donar el cas contrari, és a dir, incrementar la demanda per l'efecte d'anhelar allò que no està permès, desitjar allò que està prohibit. Algunes dades governamentals revelen que durant l'aplicació de la llei seca es va beure més que mai i que va haver-hi més morts relacionades amb el consum d'alcohol que en altres períodes de la història americana.
Les estadístiques policíaques informen d'un increment significatiu dels homicidis durant els anys 20 i fins al 1933. Ja el 1934 aquest nombre es redueix d'una manera clara. Però no foren únicament els delictes violents, també van proliferar aquells menys agressius però que anaven lligats al fet que no es podia acudir a la justícia legal per a resoldre problemes i conflictes que sorgien dels negocis il·legals. En aquest context, cal assenyalar també altres fets delictius, ja esmentats, com els suborns a policies i polítics, a canvi que aquests no interferissin en el lucratiu negoci que suposava l'elaboració, distribució i venda de l'alcohol i altres pràctiques relacionades com la prostitució o el joc. Tota aquesta època, juntament amb l'atmosfera de màfia, corrupció i repressió s'ha caracteritzat perfectament en nombroses pel·lícules com ara "Els intocables d'Eliot Ness" o d'altres més antigues com "Scarface", de 1932, dirigida per Howard Hawks, o la mateixa "Al Capone", del 1959, dirigida per Richard Wilson.
Altres conseqüències de la prohibició foren les sobredosis accidentals i els enverinaments conseqüència de la mala qualitat del producte que, en molts casos, es manipulava d'una manera poc adient, tant en l'àmbit productiu com en el del transport (per reduir riscos, s'enviava i es distribuïa el producte de la manera més concentrada possible) Òbviament, cap d'aquestes anomalies es podien denunciar a la justícia.

## El final de la Llei Seca
Durant la dècada de 1920 l'opinió pública va fer un gir, i la gent va decidir que havia estat pitjor el remei que la malaltia. El consum d'alcohol no només va subsistir, sinó que ara continuava de forma clandestina i sota el control de ferotges màfies. En comptes de resoldre problemes socials tals com la delinqüència, la Llei Seca havia portat el crim organitzat als seus nivells més elevats d'activitat com mai abans no s'havia percebut als EUA. Abans de la prohibició hi havia 4.000 reclusos a totes les presons federals, però el 1932 hi havia 26.859 presidiaris, símptoma que la delinqüència comuna havia crescut greument, en comptes de disminuir. El govern federal gastava enormes quantitats de diners tractant de forçar l'obediència a la Llei Seca, però la corrupció de les autoritats locals i el rebuig de les masses a la Prohibició (demostrada pel fet que el consum no disminuïa) feien més impopular sostenir la Llei Volstead.
El milionari John D. Rockefeller, qui havia donat suport a la veda el 1919, va comentar inclusivament el 1932: "En general ha augmentat el consum d'alcohol, s'han multiplicat els bars clandestins i ha aparegut un exèrcit de criminals", declarant que la seva opinió havia canviat sobre això. El greu augment de la violència delictiva als EUA va impulsar que a partir de 1930 segons l'opinió pública es culpés la Llei Seca (i no el consum d'alcohol) com a causant de l'augment de la criminalitat.
El 1932 el Partit Demòcrata va incloure a la seva plataforma la intenció de derogar la Llei Seca, i Franklin Roosevelt va dir que, en cas que fos elegit president, derogaria les lleis que aplicaven la Llei Seca. S'estima que cap a 1932, tres quarts de la població afavoria el final de la veda. El Crac del 29 havia estimulat que el govern federal busqués noves fonts de finançament d'impostos, mentre que d'altres consideraven la indústria de l'alcohol com un possible factor dinamitzador de l'economia deprimida nord-americana, a més de ser capaç de generar nous llocs d'ocupació.
El 21 de març de 1933 Roosevelt va firmar l'Acta Cullen-Harrison que legalitzava la venda de cervesa que tingués fins a 3,2% d'alcohol i la venda de vi, sent aplicable a partir del 7 d'abril d'aquell mateix any, derogant la Llei Volstead. Mesos després diverses convencions estatals van ratificar l'Esmena XXI a la Constitució dels Estats Units, que derogava l'Esmena XVIII. La nova esmena va ser ratificada el 5 de desembre de 1933 pel Senat dels Estats Units.

## Restriccions actuals
Alguns estats van continuar aplicant lleis locals per prohibir la venda d'alcohol. Encara que avui es permet a tot el país la venda d'alcohol a majors de 21 anys, hi ha als Estats Units una gran varietat de lleis federals, estatals i locals que limiten i regulen la producció, la venda i el consum d'alcohol d'acord amb factors molt variats, encara que sense repetir la prohibició absoluta de 1919.
Un exemple extrem de "Llei Seca" encara vigent existeix en alguns pobles rurals d'Alaska que han prohibit per complet la importació, venda i encara el consum de begudes alcohòliques. Els infractors poden ser arrestats. Aquests són intents radicals de solucionar el gravíssim problema de l'alcoholisme i el suïcidi en zones rurals d'Alaska-especialment entre la població nadiua tals com els inuit.